# Monistrolet

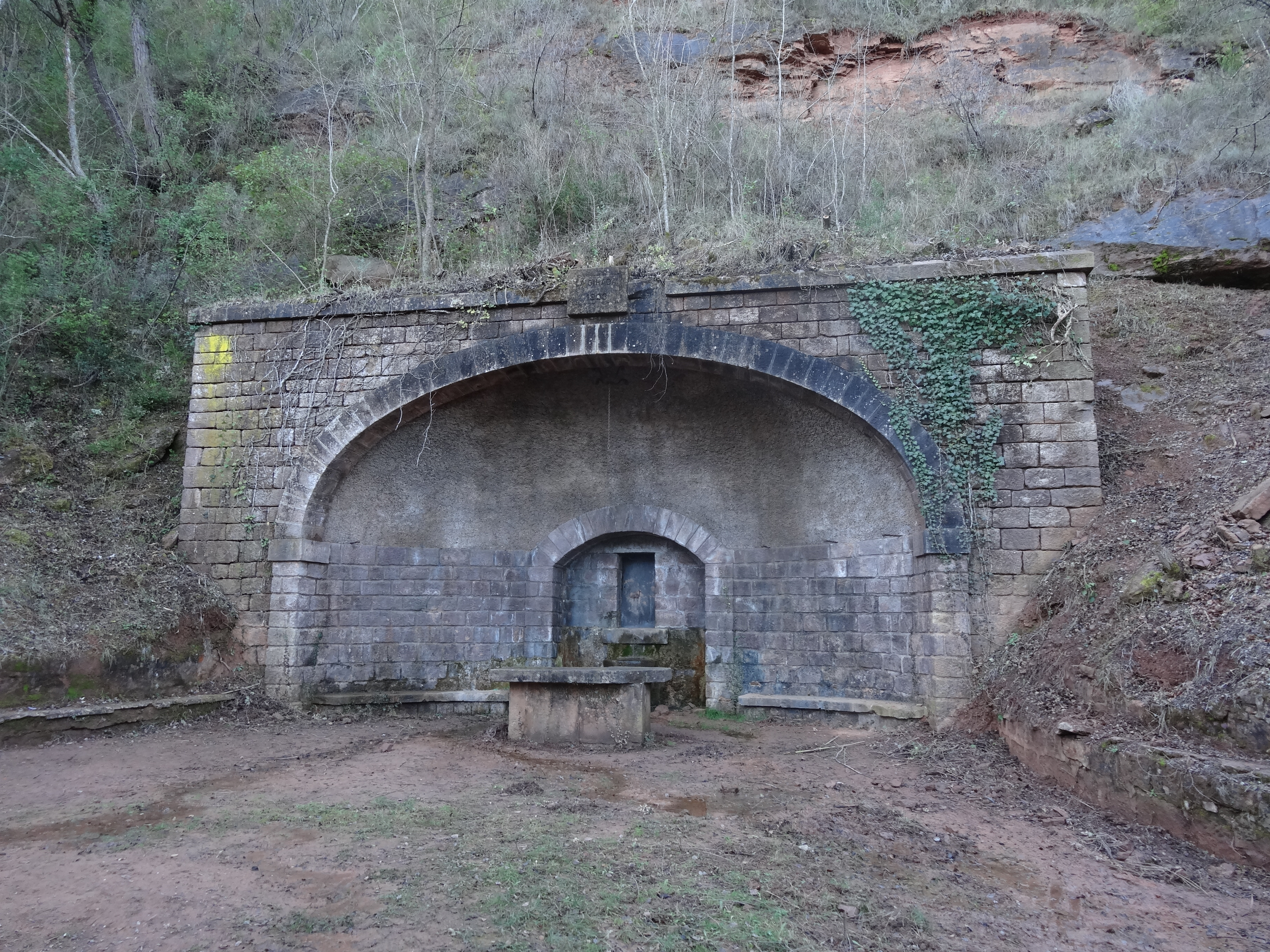
Font de la Girada, Monistrolet

Monistrolet, o Monistrol de Rajadell, és un poble del municipi de Rajadell, al Bages, situat a l'esquerra de la riera de Rajadell, sota el Collbaix. Es troba documentació del lloc des de l'any 978, i com a parròquia almenys des del segle xii.
El poble s'ha construït al voltant de l'església parroquial de Santa Maria, que està situada estratègicament al peu de l'antic camí ral (antigament via romana) que comunicava Manresa amb Calaf i Lleida.